# Every Day, Every Second
Every Day, Every Second är det svenska indiebandet Edsons tredje och sista studioalbum, utgivet 1 november 2003. Låten "One Last Song About You Know What" finns även med på EP-skivan One Last Song About You Know What (2003).

## Låtlista[1]
1. "And Then She Flung Me the Truth" - 3:08
2. "One Last Song About You Know What" - 4:22
3. "A Pleasant Dream" - 3:33
4. "Up with the Lark" - 3:43
5. "Minus Minus Equals Plus" - 4:20
6. "Sunny Days" - 7:03
7. "Infrared Heating" - 4:01
8. "148020" - 3:59
9. "Underdog/Overdog" - 4:51
10. "I Won't Lie to You (Studio Live)" - 2:45
11. "In the Mean Time" - 4:36

## Personal[1]
- Andreas Ahlenius - tekniker
- Filip Carvell - gitarr, bakgrundssång, piano, keyboards, trummor (10)
- Helena Söderman - piano, glockenspiel, melodika, dragspel, flöjt, bakgrundssång, bas (10)
- Henrik Nilsson - sång, piano, keyboards, gitarr
- Pelle Carlberg - sång, gitarr, piano, keyboards
- Thomas Eberger - mastering
- Torbjörn Nilsson - trummor, slagverk, keyboards, bakgrundssång

## Mottagande
Skivan snittar på 4,0/5 på Kritiker.se, baserat på tre recensioner.